# Kościół św. Norberta i Jana Kalasantego w Nowym Sączu
Kościół św. Norberta i Józefa Kalasantego – kościół, który znajdował się w Nowym Sączu, zburzony w 1899 roku. 

## Historia
Budowa kościoła przez starosądeckie klaryski  rozpoczęła się przed 1670 rokiem. Prace zakończyli pijarzy. W 1755 roku władze austriackie zlikwidowały klasztor razem z kościołem. Budynek służył jako kaplica gimnazjalna a od 1855 roku kaplica więzienna. Został zburzony w 1899 roku. W jego miejscu wybudowano sąd.

## Architektura
Był to jednonawowy kościół na planie prostokąta o bokach 20 na 9 metrów, z półkolistym prezbiterium. Sklepienie beczkowe.